# Duilio Loi
Duilio Loi (* 19. April 1929 in Triest; † 20. Januar 2008 in Treviso) war ein italienischer Boxer. Er war Welt- und Europameister im Halbweltergewicht. Sein Trainer war Aldo Spoldi.

## Profikarriere
Lois erster Profikampf war am 1. November 1948 gegen Nino Frangioni, den er klar nach Punkten besiegte. Bevor er am 18. August 1952 um die Europameisterschaft im Leichtgewicht kämpfte, hatte er eine Bilanz von 35 Siegen, zwei Unentschieden und keine Niederlage. Jørgen Johansen besiegte ihn dann in seinem ersten Europameisterschaftskampf am 18. August 1952. Loi musste deshalb erst wieder ein paar Aufbau-Kämpfe bestreiten, unter anderem gegen Ernesto Formenti, bis er einen Rückkampf gegen Jørgen Johansen am 6. Februar 1954 bekam, den er dann klar nach Punkten gewann. 1956 besiegte er den Federgewichts-Europameister Fred Galiana aus Spanien durch K. o. in der 6. Runde. Seinen EM-Titel verteidigte er bis 1958 gegen starke Gegner wie Bruno Visintin, Fortunato Manca oder Jacques Herbillon.
1959 wechselte er in das Weltergewicht und gewann gegen Emilio Marconi auch in dieser Gewichtsklasse den Europameistertitel. Er verlor dann im Juni 1960 gegen den damaligen Halbweltergewichtsweltmeister Carlos Ortiz knapp nach Punkten. Im Rückkampf am 1. September 1960 besiegte er Ortiz und war nun sowohl Welt- als auch Europameister. Er verteidigte seine Titel gegen Maurice Auzel, Christian Christensen und erneut gegen Carlos Ortiz. Gegen Eddie Perkins gelang ihm allerdings nur ein Unentschieden. Dann bestritt er einige Aufbaukämpfe, bis er erneut gegen Eddie Perkins antrat. Diesen Kampf im September 1962 verlor er, gewann dann allerdings den direkten Rückkampf und trat einen Monat später im Januar 1963 im Alter von 33 Jahren vom Boxsport als amtierender Welt- und Europameister zurück.
Loi wurde 2005 Mitglied der International Boxing Hall of Fame.